# Giovanni Haag
Giovanni Haag (* 30. května 2000) je francouzský profesionální fotbalista, který hraje na pozici záložníka za německý klub Fortuna Düsseldorf.

## Kariéra
Haag debutoval v dresu Nancy 23. listopadu 2018 při výhře 1:0 v Ligue 2 nad Red Star FC.
Dne 10. července 2023 podepsal Haag dvouletou smlouvu s klubem Rodez AF.
Dne 30. srpna 2024 se Haag přesunul do Fortuny Düsseldorf v Německu.

## Osobní život
Haag je italského původu po své matce, která zemřela, když mu bylo 15 let.